# Aureolo
Marco Acilio Aureolo  (m. 268) fue un comandante militar y usurpador romano que se rebeló contra el emperador Galieno y apoyó al emperador galo Póstumo.

## Contra los Macrianos y Póstumo
Aureolo era un comandante de la caballería romana bajo Galieno. En 261 había vencido en Tracia el ejército de los usurpadores Macriano el Viejo y Macriano el Joven, que se habían rebelado contra el emperador.
En 265, fue enviado para deshacerse de la revuelta de Póstumo en la Galia, que se había construido el Imperio Galo para él de las provincias romanas del norte, pero sus descuidos permitieron escapar al usurpador.
Zósimo narra que Aureolo y otros dos oficiales conspiraron contra Galieno, pero que todos ellos fueron castigados y sometidos, excepto Aureolo, que retuvo para sí su cólera contra el emperador.

## Rebelión contra Galieno y muerte
En 268, Aureolo había tenido éxito al recuperar Retia para el imperio central. En ese mismo año, se encontraba en Mediolanum, cuando se rebeló contra Galieno, apoyando a Póstumo y acuñando monedas con su nombre. Envió cartas a Póstumo preguntando al emperador galo sobre la idea de invadir Italia, pero Póstumo la rechazó, y abandonó a Aureolo a su suerte.
Galieno abandonó su campaña danubiana para volver a Italia y asediar Mediolanum, pero fue asesinado por sus propios soldados. Tras la muerte del emperador, Aureolo reclamó la púrpura con el apoyo de sus tropas, pero los soldados proclamaron emperador a Claudio II el Gótico. Lo mató la Guardia Pretoriana, que todavía recordaba su traición.
El autor (o autores) de la Historia Augusta lo lista entre los Treinta Tiranos.